# Lifetime (Swedish House Mafia)
Lifetime è un singolo del supergruppo svedese Swedish House Mafia, pubblicato il 19 luglio 2021 come secondo estratto dal primo album in studio Paradise Again.

## Descrizione
Il brano è stato realizzato attraverso la partecipazione vocale dei rapper Ty Dolla Sign e 070 Shake, i quali si cimentano in un cantato prevalentemente melodico con una base che unisce sonorità contemporary R&B e synth pop con un arrangiamento downtempo. Riguardo alla sua realizzazione Steve Angello ha spiegato:

## Promozione
Lifetime è stato reso disponibile digitalmente a partire dal 19 luglio 2021, appena quattro giorni dopo l'uscita del precedente singolo It Gets Better, ed è stato eseguito dal trio per la prima volta dal vivo al The Tonight Show nello stesso giorno come parte di un medley con lo stesso It Gets Better.

## Video musicale
Il video, reso disponibile in concomitanza con il lancio del singolo, è stato diretto da Alexander Wessely e mostra il gruppo attraversare un deserto prima di trovarsi di fronte a un monolito composto di vari cavi; una volta attraversato si ritrovano in un mondo parallelo oscuro che fa da scenario al video del precedente singolo It Gets Better.

## Tracce
Testi e musiche di Axel Hedfors, Steve Angello, Sebastian Ingrosso, Carl Nordström, Rakim Mayers, Danielle Balbuena, Tyrone William Griffin Jr., Vincent Pontare.
1. Lifetime (feat. Ty Dolla Sign & 070 Shake) – 3:06

## Formazione
Hanno partecipato alle registrazioni, secondo le note di copertina di Paradise Again:
Gruppo
- Axwell – programmazione, batteria, tastiera
- Steve Angello – programmazione, batteria, tastiera
- Sebastian Ingrosso – programmazione, batteria, tastiera

Altri musicisti
- Carl Nordström – programmazione, batteria, tastiera

Produzione
- Swedish House Mafia – produzione, registrazione
- Desembra – produzione, registrazione
- Sean Solymar – assistenza al missaggio e al missaggio Atmos
- Tommy Rush – assistenza al missaggio e al missaggio Atmos
- Mike Dean – missaggio e mastering

## Classifiche
| Classifica (2021)               | Posizione massima |
| ------------------------------- | ----------------- |
| Stati Uniti (dance/electronic)  | 9                 |
| Stati Uniti (mainstream top 40) | 33                |
| Svezia                          | 35                |